# 暗黑口孵非鯽
暗黑口孵非鯽，為輻鰭魚綱鱸形目隆頭魚亞目慈鯛科的其中一種，分布於非洲Athi河流域，體長可達32公分，棲息在中底層水域，以藻類為食，生活習性不明，可做為觀賞魚。